# Sarratella
Sarratella település Spanyolországban, Castellón tartományban. Sarratella Albocàsser, Les Coves de Vinromà és La Serra d'en Galceran községekkel határos. Lakosainak száma 113 fő (2024).

## Népesség
A település népessége az elmúlt években az alábbi módon változott:
| Lakosok száma | 85   | 91   | 93   | 100  | 103  | 99   | 99   | 101  | 92   | 113  |
|               | 2001 | 2004 | 2006 | 2009 | 2011 | 2014 | 2016 | 2019 | 2021 | 2024 |